# Силва, Мариу (футболист)
Мариу Силва (порт. Mário Silva; род. 24 апреля 1977, Порту) — португальский футболист, выступавший на позиции защитника. Ныне футбольный тренер.

## Биография

### Клубная карьера
Воспитанник клуба «Боавишта», в котором и начал профессиональную карьеру. Дебютировал на профессиональном уровне в сезоне 1995/96, отыграв в дебютный сезон 5 матчей в чемпионате Португалии, а уже в следующем сезоне стал одним из основных игроков команды и выиграл с клубом Кубок и Суперкубок Португалии.
Летом 2000 года Силва перешёл во французский клуб «Нант». За сезон в «Нанте» он принял участие в 20 матчах чемпионата и стал чемпионом Франции, однако по окончании сезона подписал контракт с португальским «Порту». В первый сезон в новом клубе Силва провёл за клуб 22 матча и занял с командой третье место. В дальнейшем он потерял место в основе и использовался в основном в качестве игрока ротации, однако в составе клуба дважды выиграл национальный чемпионат, стал обладателем Кубка Португалии, выиграл Кубок УЕФА и Лигу чемпионов (в победном розыгрыше Лиги чемпионов принял участие лишь в одном матче).
Сезон 2004/05 Силва отыграл в аренде в клубе испанской Сеунды «Рекреативо», а после завершения аренды окончательно покинул «Порту» и подписал контракт с клубом высшей лиги Испании «Кадис», но в его составе принял участие лишь в 7 матчах чемпионата. Летом 2006 года вернулся в «Боавишту», за которую выступал на протяжении двух сезонов. Последним клубом в карьере игрока стал кипрский клуб «Докса», к которому он присоединился зимой 2009 года в качестве свободного агента. Летом того же года Силва завершил игровую карьеру.

### Карьера в сборной
В составе молодёжной сборной Португалии принимал участие в чемпионате мира среди молодёжных команд 1995, на котором занял с командой третье место.
Единственный матч за основную сборную Португалии провёл 27 марта 2002 года, отыграв первый тайм в товарищеской встрече против сборной Финляндии. В той встрече Португалия потерпела поражение со счётом 1:4.

### Тренерская карьера
Примерно через год после завершения игровой карьеры Силва приступил к работе в качестве тренера. Свою тренерскую карьеру он начал в клубе «Боавишта», воспитанником которой являлся. В сезоне 2010/11 он был ассистентом в главной команде клуба, а также работал с юношеской командой до 19 лет. В 2011 году на непродолжительное время Силва стал главным тренером клуба, но покинул этот пост в том же году.
В сезоне 2012/13 являлся ассистентом юношеской (до 17 лет) команды «Порту», а с 2013 по 2017 год был тренером аналогичной команды клуба «Падроенси». В 2017 году Силва вернулся в «Порту», где возглавил команду до 17 лет, а спустя сезон стал главным тренером команды до 19 лет, во главе которой стал победителем юношеской лиги УЕФА.
В сентябре 2019 года Силва перешёл на должность директора академии испанской «Альмерии».

## Достижения

### Игрока
«Боавишта»
- Обладатель Кубка Португалии: 1996/97
- Обладатель Суперкубка Португалии: 1997

«Нант»
- Чемпион Франции: 2000/01

«Порту»
- Чемпион Португалии (2): 2002/03, 2003/04
- Обладатель Кубка Португалии: 2002/03
- Обладатель Суперкубка Португалии: 2001
- Победитель Лиги чемпионов УЕФА: 2003/04
- Обладатель Кубка УЕФА: 2002/03

Португалия U-20
- Бронзовый призёр чемпионата мира среди молодёжных команд: 1995

### Тренера
«Порту U-19»
- Победитель юношеской лиги УЕФА: 2018/19